# Ananda Marga
Ananda Marga (Anand Marg, Ananda Marga Yogi Society), sociopolitisk rörelse, grundad i Indien 1955 av Prabhat Ranjan Sarkar (Shrii Shrii Anandamurti). Organisationen förespråkar andlig filosofi, självförsörjande regioner, ekonomi baserad på realvärden samt meditation och yoga. Rörelsen etablerade sig i USA 1971 och har sedan 1970-talet även spridits till andra länder utanför Indien.
Under 1960-talet mötte Ananda Marga kraftigt motstånd från det indiska kommunistpartiet CPI(M). Rörelsen kom därtill i konfrontation med indiska staten, efter att företrädare för rörelsen anklagat den indiska regeringen för korruption. År 1971 arresterade rörelsens ledare Prabhat Ranjan Sarkar och hölls fängslad som misstänkt för mord, anklagelser som han förnekade, och 1975 bannlystes rörelsen när premiärminister Indira Gandhi förklarade undantagstillstånd i Indien. 
Ananda Marga anklagades på 1970-talet för en rad terroristattacker och FBI granskade rörelsen 1972-1984 i ett internationellt polissamarbete med stöd av en lag om skydd för utländska befattningshavare.
Prabhat Ranjan Sarkar, rörelsens andlige ledare, frigavs 1978 efter att undantagstillståndet i Indien upphört. Han dog den 21 oktober 1990.